# فائوستو چیلیانو
فائوستو چیلیانو (ایتالیایی: Fausto Cigliano؛ زادهٔ ۱۵ فوریهٔ ۱۹۳۷) خواننده و هنرپیشه اهل ایتالیا است.
از فیلم‌هایی که وی در آن نقش داشته است، می‌توان به کراسلا اشاره کرد.